# Edek Himelfarb
Edek Himelfarb (ur. w Falenicy, zm. 1943?) – żydowski działacz ruchu oporu w getcie warszawskim, uczestnik powstania.

## Życiorys
Urodził się w Falenicy w rodzinie żydowskiej. Podczas II wojny światowej został przesiedlony do getta warszawskiego. Od stycznia 1943 był członkiem grupy bojowej Gordonii. Podczas powstania walczył pod dowództwem Jakuba Fajgenblata na terenie szopów Toebbensa i Schultza. 29 kwietnia wyszedł kanałami z getta. Zginął po aryjskiej stronie.